# Топлица (община Прилеп)
Вижте пояснителната страница за други значения на Топлица.
Топлица (на македонска литературна норма: Топлица) е село в южната част на Северна Македония, община Прилеп.

## География
Селото е разположено в долината на Раечка река, източно от общинския център Прилеп.

## Етимология
Името Топлица е от то̀пъл и топонимична наставка и типично славянско име във връзка с баня и топло. През XI век на пътя от Пловдив за Одрин се споменава крепост Τόπλιτσιος, старобългарски , „топъл извор“, в превода на Шестоднева: '        . Името Топлица е често в българската езикова територия. Името се носи и от Топлица река в Поморавието. Сравними са словашкото Teplica, чешкото Teplice, полкото Tieplice, германският град Teplitz и други.

## История
В XIX век Топлица е село в Прилепска кааза на Османската империя. Църквата „Свети Никола“ е от 1860 година. В „Етнография на вилаетите Адрианопол, Монастир и Салоника“, издадена в Константинопол в 1878 година и отразяваща статистиката на населението от 1873 година, Топлица (Toplitza) е посочено като село във Велешка каза с 42 домакинства и 197 жители българи.
Според статистиката на Васил Кънчов („Македония. Етнография и статистика“) от 1900 година Топлица има 420 жители, всички българи християни.
На Етнографската карта на Битолския вилает на Картографския институт в София от 1901 година Топлица е чисто българско село в Прилепската каза на Битолския санджак с 65 къщи.
В началото на XX век българското население на селото е под върховенството на Българската екзархия. По данни на секретаря на екзархията Димитър Мишев („La Macédoine et sa Population Chrétienne“) през 1905 година във Тополица има 384 българи екзархисти.
При избухването на Балканската война в 1912 година 5 души от Топлица са доброволци в Македоно-одринското опълчение.
Според преброяването от 2002 година селото има 5 жители, всички северномакедонци.

## Личности
Родени в Топлица
- Илия Йовановски (1921 – 1944), народен герой на Югославия
- Милан Петров Топличанец (? – 1907), български революционер, загинал в Битката на Ножот
- Панайот Ангелов, български свещеник във Велес след 1866 година[9]
- Петър Апостолов, македоно-одрински опълченец, 24-годишен, овощар, 4 рота на 4 битолска дружина, ранен на 5 юли 1913 година, носител на орден „За храброст“ ІV степен[10]

Починали в Топлица
- Гьоре Спирков (1870 – 1907), български революционер
- Тодор Цветинов (? – 1907), български революционер, родом от Велес, велешки войвода на ВМОРО загинал заедно с Гьоре Спирков[11]